# Домбрувка-Людомська
Домбрувка-Людомська (пол. Dąbrówka Ludomska) — село в Польщі, у гміні Ричивул Оборницького повіту Великопольського воєводства.
Населення — 186 осіб (2011).
У 1975-1998 роках село належало до Пільського воєводства.

## Демографія
Демографічна структура станом на 31 березня 2011 року:
|          | Загалом | Допрацездатний вік | Працездатний вік | Постпрацездатний вік |
| -------- | ------- | ------------------ | ---------------- | -------------------- |
| Чоловіки | 101     | 25                 | 68               | 8                    |
| Жінки    | 85      | 20                 | 47               | 18                   |
| Разом    | 186     | 45                 | 115              | 26                   |